# Drogownictwo wojskowe

Drogownictwo wojskowe - dziedzina inżynierii wojskowej zajmująca się zagadnieniami teorii i praktyki budowy dróg wojskowych. Stanowi jednocześnie specjalny dział drogownictwa ogólnego. Zasadniczą działalnością drogownictwa wojskowego jest projektowanie, budowa, odbudowa, remont i utrzymanie dróg wojskowych oraz organizacja prac drogowych w różnych warunkach i sytuacjach bojowych.